# Ones
Ones là album tổng hợp các ca khúc nổi tiếng đầu tiên của Selena.

## Danh sách track
| Disc one | Disc one                                              | Disc one                             | Disc one   |
| STT      | Nhan đề                                               | Sáng tác                             | Thời lượng |
| -------- | ----------------------------------------------------- | ------------------------------------ | ---------- |
| 1.       | "No Quiero Saber"                                     | A.B. Quintanilla III, Pete Astudillo | 2:55       |
| 2.       | "Baila Esta Cumbia"                                   | Quintanilla III, Astudillo           | 2:57       |
| 3.       | "Como La Flor"                                        | Quintanilla III, Astudillo           | 3:04       |
| 4.       | "La Carcacha"                                         | Quintanilla III, Astudillo           | 4:10       |
| 5.       | "Buenos Amigos" (featuring Álvaro Torres)             | Álvaro Torres                        | 4:46       |
| 6.       | "No Debes Jugar"                                      | Quintanilla III, Ricky Vela          | 2:50       |
| 7.       | "La Llamada"                                          | Quintanilla III, Astudillo           | 3:12       |
| 8.       | "Amor Prohibido"                                      | Quintanilla III, Astudillo           | 2:49       |
| 9.       | "No Me Queda Más"                                     | Vela                                 | 3:19       |
| 10.      | "Fotos y Recuerdos"                                   | Chrissie Hynde, Vela                 | 2:35       |
| 11.      | "El Chico Del Apartamento 512"                        | Quintanilla III, Vela                | 3:28       |
| 12.      | "Bidi Bidi Bom Bom"                                   | Selena Quintanilla, Astudillo        | 3:29       |
| 13.      | "Techno Cumbia"                                       | Quintanilla III, Astudillo           | 3:46       |
| 14.      | "Si Una Vez"                                          | Quintanilla III, Astudillo           | 2:45       |
| 15.      | "Donde Quiera Que Estés" (featuring the Barrio Boyzz) | K. C. Porter, Miguel Flores          | 4:28       |
| 16.      | "Tú Sólo Tú"                                          | Felipe Valdés Leal                   | 3:14       |
| 17.      | "Siempre Hace Frio"                                   | Cuco Sánchez                         | 3:15       |
| 18.      | "I Could Fall in Love"                                | Keith Thomas                         | 4:38       |
| 19.      | "Dreaming of You"                                     | Franne Golde, Tom Snow               | 5:13       |
| 20.      | "Con Tanto Amor Medley" (previously unreleased)       | Quintanilla III, Astudillo           | 7:06       |

| Disc two (DVD) | Disc two (DVD)           | Disc two (DVD)             | Disc two (DVD) |
| STT            | Nhan đề                  | Sáng tác                   | Thời lượng     |
| -------------- | ------------------------ | -------------------------- | -------------- |
| 1.             | "No Quiero Saber"        | Quintanilla III, Astudillo | 3:37           |
| 2.             | "La Carcacha"            | Quintanilla III, Astudillo | 3:39           |
| 3.             | "Buenos Amigos"          | Torres                     | 4:45           |
| 4.             | "La Llamada"             | Quintanilla III, Astudillo | 3:11           |
| 5.             | "Amor Prohibido"         | Quintanilla III, Astudillo | 2:52           |
| 6.             | "No Me Queda Mas"        | Vela                       | 4:12           |
| 7.             | "Bidi Bidi Bom Bom"      | Selena, Astudillo          | 3:28           |
| 8.             | "Techno Cumbia"          | Quintanilla III, Astudillo | 3:54           |
| 9.             | "Donde Quiera Que Estes" | Porter, Flores             | 4:25           |
| 10.            | "Tú, Sólo Tú"            | Valdés Leal                | 3:15           |
| 11.            | "Siempre Hace Frio"      | Sánchez                    | 3:07           |
| 12.            | "I Could Fall in Love"   | Thomas                     | 4:28           |
| 13.            | "Dreaming of You"        | Golde, Snow                | 4:23           |